# Encarta
Microsoft Encarta a fost o enciclopedie multimedia digitală publicată de firma Microsoft Corporation încă din 1993. În 2008, în versiunea în limba engleză, Encarta Premium se găsesc peste 62.000 de articole, numeroase poze și ilustrații, melodii, filmulețe, hărți și unelte pentru rezolvarea temelor, și este disponibilă pe internet prin abonare anuală sau pe un DVD sau mai multe CD-uri. Multe articole pot fi văzute on-line gratuit, serviciu suportat prin reclame.
Începând cu versiunea Encarta 2006, când firma Websters Multimedia a preluat responsabilitatea întreținerii, Encarta a devenit o parte componentă a programului Microsoft Student. Chiar dacă, la început, a fost posibil să se cumpere separat numai enciclopedia Encarta, Microsoft Student a amestecat Encarta Premium cu Microsoft Math (program generator de calculator grafic) și "Learning Essentials", o altă componentă ce oferă modele de documente din partea programului Microsoft Office.  
În martie 2009, Microsoft a anunțat că renunță la dezvoltarea proiectului Encarta. Ultima țară care a beneficiat de serviciile Encartei a fost Japonia, pagina de internet al MSN-ului pentru Encarta închizându-se la 31 decembrie 2009. 

## Adrese externe
Wayback Machine Encarta https://web.archive.org/web/20090406182126/http://encarta.msn.com/*%5Bhttp://encarta.msn.com/MSN Encarta Online]Arhivat în 6 aprilie 2009, la Wayback Machine. - acces gratuit limitat.
- produse Encarta
- Istoria și alte informații de la Microsoft Arhivat în 21 august 2009, la Wayback Machine.
- Blogul oficial Arhivat în 13 mai 2008, la Wayback Machine. (ultimul post martie 2006)
- Encarta SupportZone Arhivat în 20 februarie 2007, la Wayback Machine.
- Recenzie a Microsoft Encarta Africana Arhivat în 10 martie 2007, la Wayback Machine. de către Dr. Molefi Kete Asante, Profesor la Departamentul de Studii Americano-Africane, Universitatea Temple, Filadelfia